# Hod (chvat)
Hod (anglicky: Slam) je chvat (používaný v zápase nebo v jiných úpolových sportech a v MMA) ,při kterém bojovník svého soupeře nadzvedne prudkým trhnutím vzhůru vzad nebo stranou a poté s ním hodí o zem.[zdroj?]
V judu se hod popisuje jako návazná technika vychýlení, nástupu a vlastního hodu (japonsky: kuzuši – cukuri – kake).

## Galerie

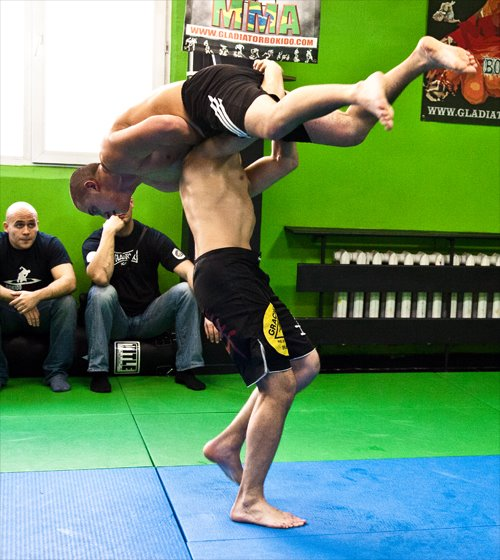
Nácvik hodu v MMA
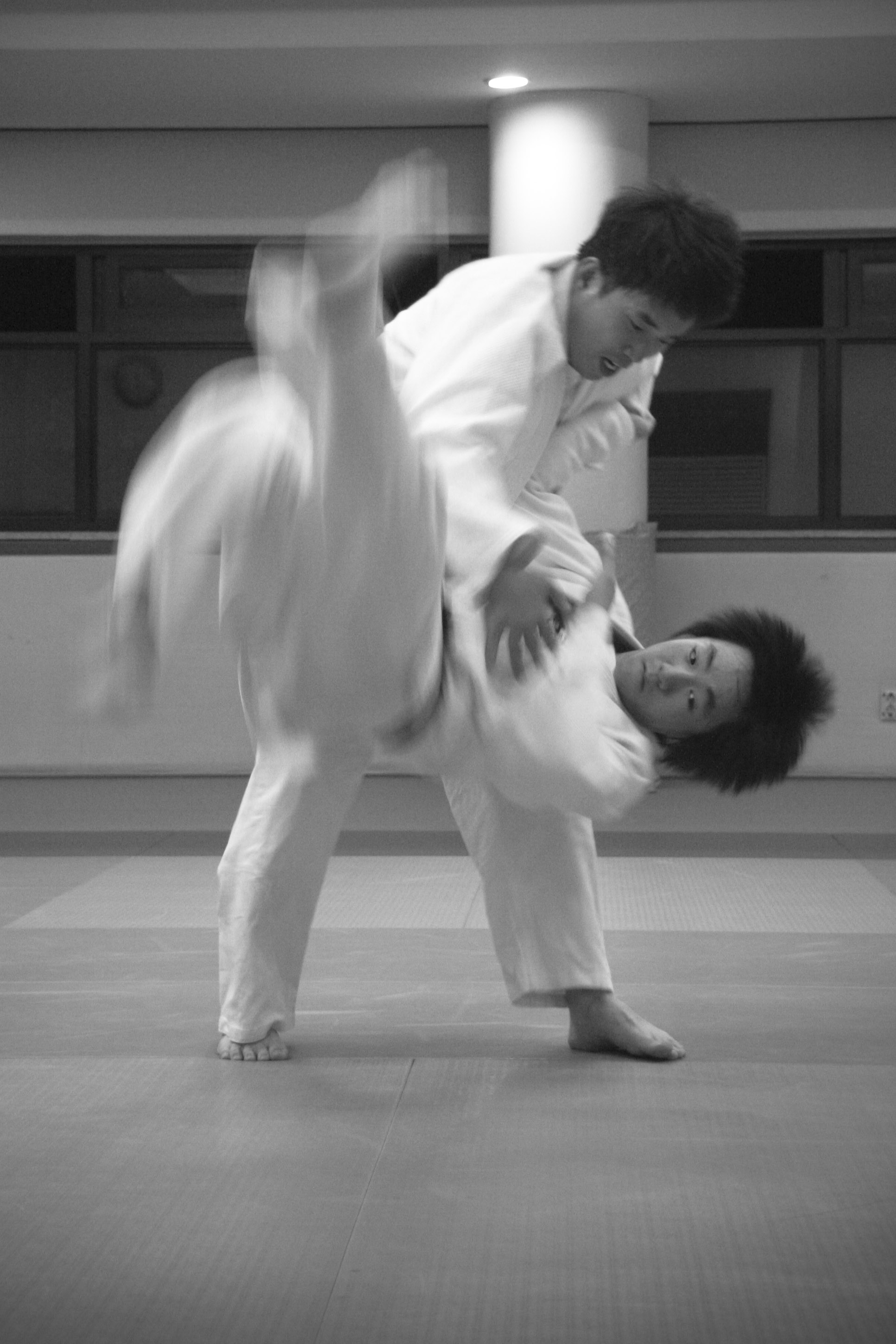
Hod v judu